# یواس‌اس بوری (دی‌دی-۲۱۵)
یواس‌اس بوری (دی‌دی-۲۱۵) (به انگلیسی: USS Borie (DD-215)) یک زیردریایی بود که طول آن ۹۵٫۸۱ متر (۳۱۴٫۳ فوت) بود. این زیردریایی در سال ۱۹۱۹ ساخته شد.